# 真的？假的
《真的？假的》，是台灣的一個益智綜藝節目，內容以攝影棚內遊戲為主，2017年6月26日在中天娛樂台首播，2017年9月22日停播。

## 播出時間
以下時間以當地時間（台灣時間）為準

### 首播
| 頻道       | 所在地 | 播映日期                     | 星期         | 播出時段     |
| ---------- | ------ | ---------------------------- | ------------ | ------------ |
| 中天娛樂台 | 臺灣   | 2017年6月26日－2017年9月22日 | 每週一至週五 | 23:00－00:00 |

## 主持人
- 2017年6月26日－2017年7月24日：陳為民、郭子乾、沈玉琳
- 2017年7月25日－2017年9月22日：陳為民、沈玉琳

## 開場白
- 2017年6月26日～2017年7月10日：
陳為民：千奇百怪 無奇不有
沈玉琳：道聽塗說 眼見為憑
郭子乾：歡迎收看 真的？假的
- 2017年7月11日～2017年7月21日：
直接歡迎特別來賓
- 2017年7月24日～2017年9月22日：
沈玉琳：真的 
陳為民：假的 
沈玉琳、陳為民：真假大對抗

## 星星大叔俏小妞
- 郭子乾、蔡小潔

## 軍中鬼王來講鬼
- 陳為民

## 真相調查員
- 2017年6月26日～2017年7月21日：大愷、鄧絜文

## 真假關主
- 2017年7月24日～2017年9月22日：大愷
- 2017年9月18日～2017年9月22日：蔡小潔

## 外部連結
- 真的？假的的Facebook專頁
- YouTube上的真的？假的頻道

## 節目列表

### 2017年
| 集數 | 日期    | 內容                                                                                          | 來賓                                                                         | 集數 | 日期    | 內容                                                                                     | 來賓                                                                                  |
| ---- | ------- | --------------------------------------------------------------------------------------------- | ---------------------------------------------------------------------------- | ---- | ------- | ---------------------------------------------------------------------------------------- | ------------------------------------------------------------------------------------- |
| 1    | 6月26日 | * 聽說指甲月牙沒有6片就是身體整組壞了! * 聽說喝尿可以減重瘦身治百病！                         | 班傑、五熊、王少偉、安苡愛                                                   | 2    | 6月27日 | * 聽說小孩半夜莫名抽動是因為沖煞到?!                                                     | 陳子玄、陳櫻文、甄莉 （页面存档备份，存于）、潘若迪                                   |
| 3    | 6月28日 | * 聽說吃薑母鴨酒測會超標! *聽說喝完酒後大量運動酒測值會變正常!                                | 陳致遠、秀琴、周宜霈、梁云菲 （页面存档备份，存于）                          | 4    | 6月29日 | * 聽說吃生魚片就等於吃下寄生蟲大餐! * 聽說月子沒坐好，女人下半輩子很淒慘!                | 蔣偉文、阿嬌、萁萁、林舒語                                                            |
| 5    | 6月30日 | * 聽說好馬不吃回頭草!* 30如狼40如虎?!                                                         | 宛宛兒 （页面存档备份，存于）、丁國琳、楊繡惠、蘿莉塔 （页面存档备份，存于） | 6    | 7月3日  | * 聽說瘦身最危險的方法就是節食!                                                          | 小馬、小甜甜、林吟蔚、廖家儀                                                          |
| 7    | 7月4日  | * 聽說狗半夜吹狗螺 就是看到鬼！？                                                             | 潘慧如、江宏恩、李懿、郭亞棠                                                 | 8    | 7月5日  | * 聽說手機放口袋，電磁波會造成不孕！？                                                   | 汪建民、黃鐙輝、馮媛甄、璟宣                                                          |
| 9    | 7月6日  | * 聽說婚姻就是愛情的墳墓* 聽說夫妻都有七年之癢                                                | 王中平、余皓然、白雲、曾雅蘭 （页面存档备份，存于）                          | 10   | 7月7日  | * 聽說毛髮茂密的人性慾強* 聽說胸大就是無腦                                               | 咪咪、辜莞允、李懿、小Call                                                            |
| 11   | 7月10日 | *聽說網路購物有絕大多數是詐騙？！                                                             | 王彩樺、馬幼興、小優、佩佩                                                   | 12   | 7月11日 | *聽說坊間流傳的養生偏方都是無效？！                                                      | 馬國畢、山豬、瑪莉亞、夏宇童                                                          |
| 13   | 7月12日 | *聽說男人不壞女人不愛？！                                                                     | 馬國賢、孫國豪、康茵茵、陳艾熙                                               | 14   | 7月13日 | *聽說生男生女可隨意控制？！                                                              | 甄莉 （页面存档备份，存于）、Mei （页面存档备份，存于）、阿弟、佩佩                   |
| 15   | 7月14日 | *聽說夏日戲水容易遇上抓交替                                                                   | 姚黛瑋、白雲、呂文婉 （页面存档备份，存于）、周宜霈                          | 16   | 7月17日 | *聽說吃素真的比較健康*聽說吃飯男人付錢是天經地義                                         | 張克帆、小鐘、王彩樺、賴薇如                                                          |
| 17   | 7月18日 | *聽說男人都比女人還有方向感*聽說人每天都會說謊                                                | NONO、徐小可、徐瑋吟、沈佳穎                                                 | 18   | 7月19日 | *聽說睡覺不關燈會影響健康*聽說左撇子比較聰明                                             | 陳德烈、詹子晴、阿諾、小優                                                            |
| 19   | 7月20日 | *聽說人紅一定會有大頭症*聽說罵髒話可以舒緩疼痛                                                | 趙正平、呂文婉 （页面存档备份，存于）、蘿莉塔 （页面存档备份，存于）、王尹平 | 20   | 7月21日 | *聽說房間亂的人比較聰明*聽說手機裡都有不可告人的秘密                                     | 汪建民、夏宇童、辜莞允、妞妞 （页面存档备份，存于）                                   |
| 21   | 7月24日 | *真假快問快答*落井下石                                                                        | 白雲、小Call、林柏妤、玉兔                                                   | 22   | 7月25日 | *真假快問快答*飛天使立趴*人體曲棍球                                                      | 趙正平、詹子晴、小優 蘿莉塔 （页面存档备份，存于）、寶兒 （页面存档备份，存于）、格格 |
| 23   | 7月26日 | *真假快問快答*翻滾吧湯匙*轉吧七彩霓虹燈 *聽說喝全脂牛奶不易胖還能降低糖尿病風險               | 潘若迪、Albee、小甜甜、周宜霈                                                | 24   | 7月27日 | *真假快問快答*百發百中*皇上吉祥 *聽說沒有FREE STYLE就不算嘻哈                            | 郭彥均、王宣、楊繡惠、Apple                                                           |
| 25   | 7月28日 | *真假快問快答*斤斤計較*給我報抱 *聽說維生素B群加水可以防蚊                                    | 洪都拉斯、楊晨熙、張文綺、蘇晏霈                                             | 26   | 7月31日 | *真假快問快答*旗開得勝*人體三分球 *聽說天天洗頭對身體不好                                | 汪建民、GIGI、張家瑋、何美 （页面存档备份，存于）                                     |
| 27   | 8月1日  | *真假大對抗！飛轉流星錘！布雷克佛斯特！ *手機放床頭充電對身體不好真的假的？                   | 博焱、鋇鋇、阿諾、黃沐妍                                                     | 28   | 8月2日  | *真假大對抗！超級PK賽！挺身而出！ *讓小孩子打電動對腦部發育有幫助？                      | 哈孝遠、成語蕎、陳喬兒、安苡愛                                                        |
| 29   | 8月3日  | *真假大對抗！瘋狂足球賽！衣錦還鄉！ *火災時用濕毛巾掩口鼻沒有用？？                           | 曾治豪、謝忻、賴瀅羽、茵芙                                                   | 30   | 8月4日  | *真假大對抗！提壺灌頂！全力以赴！ *染頭髮會造成不孕症？                                  | 陳志強、林餅乾 （页面存档备份，存于）、郭亞棠、Una （页面存档备份，存于）             |
| 31   | 8月7日  | *真假大對抗！瘋狂套套樂！飛天小女警！ *隨便靠有錢人的跑車會被碎屍萬段？                       | 辛龍、曾甜 （页面存档备份，存于）、徐瑋吟、斯亞                              | 32   | 8月8日  | *真假大對抗！飛天小黃瓜！全力以赴！ *女人比男人長壽真的假的？                            | 高山峰、潘慧如、周宜霈、勇兔                                                          |
| 33   | 8月9日  | *真假大對抗！不要愛上我！健康好彩頭！ *吃辣可以幫助脂肪燃燒？                                 | 黃鐙輝、小優、洪棠、許薇安 （页面存档备份，存于）                            | 34   | 8月10日 | *真假大對抗！殘而不廢！斤斤計較！ *負離子吹風機對人體有幫助？                            | 小馬、張文綺、劉雨柔、丁國琳                                                          |
| 35   | 8月11日 | *阿BEN有了嫩妹不要舊妹？白氏夫妻貌合神離啦～ *打呼太嚴重會讓人在睡夢中喪命真的假的？          | BEN、徐小可、夏語心、妍希                                                    | 36   | 8月14日 | *不擇手段也要讓「它」變長！弄巧成拙「六點半」軟掉了～ *凌晨1-3點是養肝時間真的假的？     | 馬丁 （页面存档备份，存于）、陳夢晨、潔哥 （页面存档备份，存于）、謝京穎              |
| 37   | 8月15日 | *ALBEE的「腿上功夫」了得 夾飛盤界的拉不拉多！ *停車打P檔再熄火是錯的？                        | 餅乾 （页面存档备份，存于）、瑪莉亞、潘映竹、Albee                           | 38   | 8月16日 | *鋪天蓋地的地動山搖！聽見「膝蓋」哀嚎的聲音～ *半夜外出真的容易遇見鬼擋牆嗎？            | 鯰魚哥 （页面存档备份，存于）、周宜霈、妞妞 （页面存档备份，存于）、樓心潼            |
| 39   | 8月17日 | *辜菀允超會「頂」！BBIKE讓陳肇天變「真男人」 *生理期吃甜的巧克力能舒緩情緒？                  | 陳肇天、賴瀅羽、辜莞允、Amanda                                               | 40   | 8月18日 | *默契平衡大考驗！玉兔和愛語莎「緊緊相擁」談戀愛！？ *催眠能讓你回憶起遺忘的事情？        | 阿達、王彩樺、愛語莎 （页面存档备份，存于）、玉兔                                     |
| 41   | 8月21日 | *叫賣哥「魄力版」地動山搖！地板都快被震裂啦～ *冷氣設定26度最省電真的假的？                   | 叫賣哥、梁以辰、華千涵、艾瑞絲                                               | 42   | 8月22日 | *健康步道「宛如天堂路」！陳為民「心滿意足」獲美人抱 *健身練過頭容易傷腎真的假的？        | 曾子余、詹子晴、Yumi、Ruby （页面存档备份，存于）                                     |
| 43   | 8月23日 | *茵茵比較常「握」 輕鬆「弄長」是小事！？ *自然產的小孩身體比較健康真的假的？                  | 林則希、張文綺、茵茵、黃沐妍                                                 | 44   | 8月24日 | *斤斤計較「好健康」！？ 張家瑋慘叫像憋尿！？ *個性與心情影響外貌！相由心生真的假的？     | 洪都拉斯、謝忻、張家瑋、瑄瑄                                                          |
| 45   | 8月25日 | *趙正平拚老命只剩「空包彈」？蘿莉塔用怪異姿勢「狂頂」 *練健身長肌肉前，一定要先吃胖真的假的？ | 趙正平、Apple、蘿莉塔 （页面存档备份，存于）、楊小黎                         | 46   | 8月28日 | *夏語心高難度吃法示範！結果...竟滿臉「白色液體」？ *最神秘隱藏最多秘密的星座是？         | 張皓明、GIGI、夏語心、張喬菲 （页面存档备份，存于）                                   |
| 47   | 8月29日 | *性感睡衣趴嗆辣登場！ 小優空中飛竟掉出「女性用品」！？ *最疑神疑鬼疑心病的星座是？            | JUNIOR、小優、五熊、梁云菲 （页面存档备份，存于）                            | 48   | 8月30日 | *ALBEE「脫衣技巧」了得！但繪畫天份就…… *最容易受騙上當的星座是？                         | 李博翔、丁國琳、ALBEE、小Call                                                         |
| 49   | 8月31日 | *楊繡惠塞了「滿嘴蕉」還要硬塞！南妖嬌、北斯亞同台尬舞 *最可能腳踏多條船的星座是？             | 王上豪、楊繡惠、妖嬌 （页面存档备份，存于）、斯亞                            | 50   | 9月1日  | *雪碧身體硬硬der！人體流星錘變空中瑜珈？ *最會假鬼假怪的星座                             | 辛龍、林柏妤、雪碧、安苡愛                                                            |
| 51   | 9月4日  | *綠茶和伊伊曾經交往過？！巴掌給你來真的！ *拜金主義利益掛帥的星座                             | 綠茶、Una （页面存档备份，存于）、伊梓帆、小彩 （页面存档备份，存于）        | 52   | 9月5日  | *沈玉琳輸了還打人！打得你嫑嫑的～ *最會利用朋友的星座                                    | 餅乾 （页面存档备份，存于）、詹子晴、賴瀅羽、麗絲                                     |
| 53   | 9月6日  | *惟毅難道是傳說中拳界的魯蛇？少少「巴」得超過癮～ *凡事猶豫不決的星座                         | 惟毅、少少、謝忻、林茉晶                                                     | 54   | 9月7日  | *陳為民下巴超好用！成語蕎卻直喊「受不了」 *最喜歡酸言酸語當酸民的星座                    | Eason、成語蕎、謝京穎、洪蓉                                                           |
| 55   | 9月8日  | *根本為男人造福！床第之間性感睡衣怎能少！ *最愛狡辯為自己犯錯找藉口的星座                     | 馬國畢、芊予 （页面存档备份，存于）、辜莞允、蘇心甯                          | 56   | 9月11日 | *假遊戲真打架！甜甜、瑪莉亞打起來沒在怕！ *最會打破醋罈子的星座                          | 楚翔、陳夢晨、小甜甜、瑪莉亞                                                          |
| 57   | 9月12日 | *篠崎泫蓋棉被「純搔」腳底板！博焱尖叫竟發出「海豚音」！？ *最會裝可憐博取同情的星座           | 博焱、徐小可、楊小黎、篠崎泫                                                 | 58   | 9月13日 | *李妍憬「靠腰吃飯」電臀hen會頂！詹惟中神算卻算不出這一卦？ *最容易減肥失敗的星座         | 詹惟中、玉兔、安喬 （页面存档备份，存于）、李妍憬                                     |
| 59   | 9月14日 | *沈玉琳吃不了苦「噴滿臉」！璟宣被猛k「金牌打手」攏係假？ *手機絕對不給另一半看的星座          | 陳志強、何美 （页面存档备份，存于）、愛語莎 （页面存档备份，存于）、璟宣     | 60   | 9月15日 | *小鐘福利超好三女討抱抱？獨愛陳艾熙「攬緊緊」還喝交杯酒！ *愛管錢但其實不擅理財的星座    | 小鐘、陳艾熙、周宜霈、Nikki                                                           |
| 61   | 9月18日 | *文綺媽因為陳為民去隆乳？！辛龍狠電大愷教「演藝圈倫理」 *好大喜功最愛邀功的星座               | 辛龍、張文綺、嗨獎 （页面存档备份，存于）、Nina                              | 62   | 9月19日 | *蘿莉塔跟大飛借錢：可以借你摸一下 大愷和藍波上演「葉問打拳」 *喜歡搞小團體排擠別人的星座 | 藍波、蘿莉塔 （页面存档备份，存于）、Ria、蔡瀞瑢 （页面存档备份，存于）               |
| 63   | 9月20日 | *林道遠紅杏出牆偷吃ALBEE？！被小甜甜狠狠教訓一波！ *最喜歡已讀不回的星座                      | 林道遠、Albee、錢柏渝、泱泱 （页面存档备份，存于）                           | 64   | 9月21日 | *妖嬌腳踏兩條船！KID：我也很想欸！ *結了婚很可能會離婚的星座                             | 趙正平、莫棠予、妖嬌 （页面存档备份，存于）、李娜                                     |
| 65   | 9月22日 | *High咖的悲慘人生…被朋友狠狠拒絕後又慘遭大屠殺！ *借錢給他很難要回來的星座排行                | High咖、瑪莉亞、賴薏婷、草莓                                                 |      |         |                                                                                          |                                                                                       |

## 作品的變遷
| 臺灣 中天娛樂台 每週一至週五 23:00 - 24:00  | 臺灣 中天娛樂台 每週一至週五 23:00 - 24:00                                                 | 臺灣 中天娛樂台 每週一至週五 23:00 - 24:00 |
| ------------------------------------------- | ------------------------------------------------------------------------------------------ | ------------------------------------------ |
|                                             | 真的？假的 （2017年6月26日－2017年9月22日）                                                |                                            |
| 非常異視界 （2016年9月26日－2017年6月23日） | 康熙來了精華 （2017年9月22日－2017年11月12日） 碰碰發財星 （2017年11月13日－2018年1月5日） |                                            |